# Spodnji Žerjavci
Spodnji Žerjavci este o localitate din comuna Lenart, Slovenia, cu o populație de 320 de locuitori.